# Newport Folk Festival

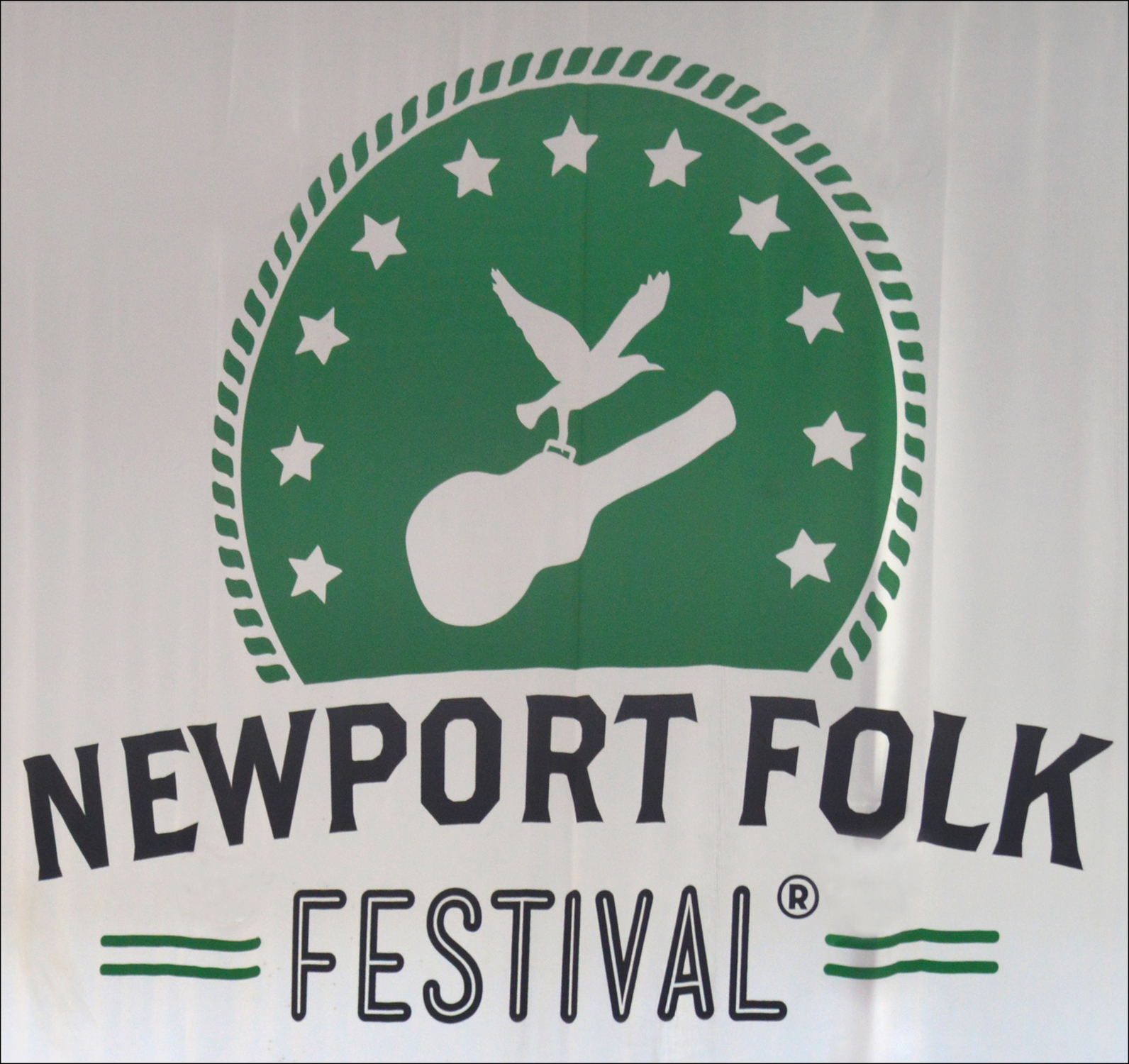
Newport Folk Festivals logo.

Newport Folk Festival é um festival anual de música folclórica (ou folk) americana em Newport, Rhode Island, que começou em julho de 1959 como uma contrapartida do já estabelecido Newport Jazz Festival. O festival é muitas vezes considerado um dos primeiros de música moderna na América e continua a ser um ponto focal no gênero sempre em expansão da música folk.

## História

### Fundação
O Newport Folk Festival foi fundado em 1959 por George Wein, fundador do já bem estabelecido Newport Jazz Festival, e proprietário do Storyville, um clube de jazz localizado em Boston. Em 1958, Wein tomou conhecimento do crescente movimento do folk revival e começou a convidar artistas populares como Odetta para tocar nas tardes de domingo no clube. As apresentações da tarde consistentemente esgotaram e Wein começou a considerar a possibilidade de "uma tarde de folk embutida no Festival de Jazz de Newport de 1959". Wein imaginou o programa como "similar em escopo e tom aos blues de grande sucesso e espetáculos gospel" que ocorreram no Festival de Jazz em anos anteriores. Wein pediu a Odetta, Pete Seeger e os the Weavers que se apresentassem à tarde, além do Kingston Trio. Depois de conferir com a comunidade, ficou claro para Wein que um programa na tarde não seria suficiente e que havia demanda por um festival completo.
Ciente de suas próprias limitações na cena folk, Wein pediu a Albert Grossman, então gerente de Odetta, que se juntasse a ele no planejamento e na produção do festival. Grossman aceitou e começou a trabalhar com Wein para reservar talentos e organizar o fim de semana.
A formação inaugural do festival incluiu Pete Seeger, Earl Scruggs, o Kingston Trio, John Jacob Niles, Sonny Terry e Brownie McGhee, Odetta, o The New Lost City Ramblers e muito mais. Talvez o desempenho mais notável tenha sido a estreia surpresa de Joan Baez, de dezoito anos, que foi contratada como convidada de Bob Gibson.
O festival retornou em 1960 e foi ampliado para incluir três noites. As apresentações enfatizavam a diversidade musical, marcando artistas da África, Escócia, Espanha, Israel e Irlanda ao lado de músicos populares "tradicionais", como Pete Seeger, Ewan McColl, John Lee Hooker, Cisco Houston e Tommy Makem.

### Movimento dos direitos civis
Em 1962, dois jovens membros do Comitê de Coordenação Estudantil Não Violenta (CCENV) formaram um quarteto vocal gospel chamado Freedom Singers. E em 1962, Pete e Toshi Seeger ajudaram o quarteto na organização de uma turnê colegial nacional. Como resultado, o movimento pelos direitos civis tornou-se profundamente abraçado pela comunidade da música folk. No ano seguinte, os Freedom Singers tocaram na primeira noite do festival, e na segunda noite Joan Baez juntou-se aos ativistas do CCENV e cerca de 600 participantes numa marcha por Newport. A multidão passou pelas mansões da Bellevue Avenue e entrou no Touro Park, onde o secretário executivo do CCENV, James Forman, e o líder do Freedom Singers, Cordell Reagon, proferiram discursos, mobilizando apoio para a Marcha sobre Washington.
Para a apresentação final na sexta-feira, Wein agendou Peter, Paul and Mary. Mas sob a persuasão de Albert Grossman, que administrava o trio, decidiu permitir que Bob Dylan (a quem ele também gerenciava) fechasse a noite. Depois que Peter, Paul and Mary terminaram a apresentação da tarde, Wein anunciou que eles reapareceriam no final da noite. Dylan realizou um conjunto composto por músicas particularmente atuais: "With God on Our Side", "Talkin' John Birch Society Blues" e "A Hard Rain's Gonna Fall". Peter, Paul and Mary, em seguida, retornaram e realizaram um bis de "Blowin' in the Wind". Em meio a um "rugido ensurdecedor de aplausos" eles trouxeram para o palco Dylan, Joan Baez, Pete Seeger, Theo Bikel e os Freedom Singers. Os cantores ficaram em pé numa única linha de frente para o público com braços cruzados e mãos entrelaçadas e começaram a cantar uma variação do hino batista "I'll Overcome Some Day". A nova encarnação da música - "We Shall Overcome" - tornou-se um hino para o Movimento dos Direitos Civis.

### Orevivalde Mississippi John Hurt
Em 1928, o Mississippi John Hurt, músico amador e agricultor autodidata, gravou 13 músicas para a Okeh Records, que não conseguiram o sucesso comercial. Acreditando que sua carreira musical acabou, Hurt continuou a cultivar, aparentemente pensando pouco em sua breve carreira.
Depois da Segunda Guerra Mundial, poucos discos reduzidos por músicos do sul na década de 1920 estavam comercialmente disponíveis. Os registros de Hurt eram particularmente raros, já que poucos haviam sido fabricados. Mas Harry Smith, membro de uma minúscula subcultura de colecionadores obsessivos e excêntricos, colocou dois cortes de John Hurt em sua influente Antologia da Música Folclórica Americana de 1952, fazendo com que muitos amadores de blues começassem a procurá-lo. Em 1963, Tom Hoskins e Mike Stewart adquiriram uma fita da Avalon Blues da Hurt através de sua rede informal de comerciantes de fitas. Hurt havia gravado Avalon Blues no final de uma semana de estadia em Nova Iorque, que durou o Natal de 1928. Aparentemente com saudades da cidade grande, Hurt incluiu versos sobre sua casa em Avalon estar sempre em sua mente.
Hoskins e Stewart foram capazes de localizar Avalon e rastrear Hurt. Depois de pedir a Hurt para se apresentar, para garantir que ele realmente era quem dizia ser, Hoskins convenceu Hurt a se mudar para Washington D.C. e embarcar numa turnê nacional.
A turnê culminou na noite de sábado do Newport Folk Festival de 1963, quando Mississippi John Hurt se apresentou ao lado de Brownie McGhee, Sonny Terry e John Lee Hooker para uma oficina de blues no Newport Casino. A apresentação é considerada um momento seminal para o reavivamento popular e fez com que ascendesse à fama. Ele se apresentou extensivamente em faculdades, salas de concerto e cafés e apareceu no The Tonight Show estrelado por Johnny Carson.

### Controvérsia do Dylan elétrico
Os desempenhos de Bob Dylan solo e com Baez em 1963 e 1964 o tornaram popular com a platéia de Newport, mas em 25 de julho de 1965 ele foi vaiado por alguns fãs quando tocou com a banda de apoio Paul Butterfield Blues Band.
Costuma-se dizer que o motivo da recepção hostil por um pequeno número de fãs foi o "abandono de Dylan da ortodoxia folk", ou má qualidade de som na noite (ou uma combinação de ambos). A controvérsia sobre a reação do público neste evento é muitas vezes exagerada, já que não foi a reação geral do público, mas sim a de um pequeno número de "puristas" do folk, incluindo Pete Seeger. A reação "da multidão" à apresentação a partir de relatos de testemunhas oculares certamente foi em geral bastante entusiasmada. Essa performance, o primeiro "conjunto" ao vivo de Dylan em sua carreira profissional, marcou a mudança em sua direção artística do folk para o rock, e teve implicações mais amplas para ambos os gêneros. A performance marcou a primeira vez que tocou "Like a Rolling Stone" em público.
Apesar da transição musical, o crescente status de Dylan dentro da contracultura garantiu que seu lugar no movimento em expansão permanecesse seguro.
Dylan não retornou a Newport até 2002, quando tocou uma performance no headline enquanto usava uma peruca e uma barba falsa.